# لاتسو نوومسکی
لاتسو نووُمِسکی (انگلیسی: Laco Novomeský؛ ۲۷ دسامبر ۱۹۰۴ – ۴ سپتامبر ۱۹۷۶) شاعر، نویسنده، روزنامه‌نگار و سیاستمدار کمونیست اهل کشور اسلواکی بود. نوومسکی عضو گروه DAV بود. پس از جنگ جهانی دوم او کمیسر آموزش و فرهنگ چکسلواکی سوسیالیستی بود. او که یک سیاستمدار برجسته چکسلواکی بود، در دهه ۱۹۵۰ تحت تعقیب قرار گرفت و بعداً در دهه ۱۹۶۰ اعاده حیثیت شد.

## جوایز:
وی همچنین برندهٔ جوایزی همچون نشان لنین شده‌است.